# Padre João de Sousa Lima
Padre João de Sousa Lima (Tocantinópolis, 1869 - Tocantinópolis, 1947) foi um sacerdote católico e líder político brasileiro. Foi deputado estadual por Goiás em dois mandatos, sendo o primeiro entre 1901 e 1904 e o segundo entre 1909 e 1912.

## Estudos
João de Sousa Lima viveu grande parte de sua infância na cidade de Boa Vista do Tocantins (atualmente Tocantinópolis), então pertencente ao estado de Goiás, hoje fazendo parte do Tocantins. Segundos antigos relatos, sua família sempre alimentava a ideia de fazê-lo padre para que, estudando em um seminário, pudesse ter uma vida um pouco melhor. Aos 11 anos de idade, em uma visita pastoral do Bispo da Cidade de Goiás, foi convidado para ingressar no seminário da capital. Ao final da visita do Bispo à Boa Vista, o então coroinha João mudou-se para a antiga capital goiana, onde estudou filosofia, teologia e latim. 

## Volta a Boa Vista do Tocantins
Em 30 de setembro de 1897, 16 anos após sua partida, retorna à terra natal, agora como padre. Boa Vista do Tocantins se recuperava de uma guerrilha - A Primeira Revolta de Boa Vista - e Padre João ajudou a população a se recuperar. Ao chegar em sua cidade natal, encontra a pequena capela necessitada de reformas e, por isso, começou a construção de uma nova igreja, maior e mais resistente, dedicada à padroeira Nossa Senhora da Consolação, com o auxílio de donativos e ajuda da população.

## Segunda Revolta de Boa Vista
O político republicano Leão Leda chegou em Boa Vista e mantinha uma boa relação com Padre João que, devido a sua influência na cidade, já havia encarnado a figura do coronel local. Porém, devido a desavenças políticas com o padre, Leão resolve tomar o poder com uma revolta armada. Eles já disputavam o domínio do poder político da região, que agregava boa parte do antigo Extremo Norte do Goiás, com o intuito de criar um novo estado. Para realizar esse desejo, deveria Leão Leda tomar o poder de Padre João.
Padre João convocou parte de seu jagunços para defender Boa Vista, que sofria com os ataques de Leão Leda. Os combates entre os grupos rivais seguiram, deixando a cidade quase totalmente destruída. Casas comerciais haviam sido arrombadas e saqueadas. O cartório, a agência dos Correios, e boa parte dos prédio públicos haviam sido destruídos, com todos os documentos sendo queimados. Os destacamentos da Guarda Nacional não conseguiam por fim ao conflito, sendo obrigados a se retirar da localidade. No mesmo mês, a comarca de Boa Vista foi desativada e transferida para Porto Nacional. Os relatos dessa revolta afirmam que os tiroteios eram constantes, levando grande parte da população a fugir por medo de serem mortos ou obrigados ao trabalho servil. A Igreja de Nossa Senhora da Consolação serviu de forte para os combatentes de Padre João.
Com a transferência da comarca, o poder do estado estava enfraquecido na cidade e, consequentemente, também se enfraquecia Leão Leda, que tinha o apoio do estado; vendo a oportunidade, Padre João consegue retomar o controle total de Boa Vista. Com a morte de seu genro Tomaz Moreira, Leão desiste da tentativa da tomada de poder e retira-se de Boa Vista, indo para a cidade de Conceição do Araguaia, onde é morto.

## Terceira Revolta de Boa Vista
Em 1936, acontece mais uma disputa eleitoral, onde Padre João sofre sua primeira e única derrota eleitoral. Em 50 anos de poder, Padre João comandava a cidade por meio dos prefeitos que ele mesmo indicava. Inconformado com a derrota, manda seu grupo de jagunços e apoiadores tomar o prédio da prefeitura das mãos do prefeito eleito Manoel Gomes da Cunha, o Manoel Paraibano. Em dia 10 de maio, porém, ao chegarem à cidade, já a encontraram abandonada e sem a presença da autoridade do juiz da comarca, que era judicialmente o responsável a representar o Estado do Goiás no município.
Para resolver a situação, o Interventor Federal em Goiás, Pedro Ludovico Teixeira, manda o tenente Walfredo Campos Maia para efetuar uma resolução política. Campos Maia assume o comando local por cerca de 1 ano. A eleição de Manoel Gomes da Cunha, que tinha se exilado, foi reconhecida e ele pode voltar para assumir a prefeitura.
Padre João regressa também ao centro de Boa Vista, pois tinha se exilado nos sertões do município. Sua chegada é marcada por festa e comemoração pois, mesmo com ações fortes e até mesmo ilegais, ainda possuía prestigio entre o povo. Volta somente para exercer suas funções religiosas mas, em 1945, torna-se efetivamente prefeito de Tocantinópolis, novo nome do município à partir daquele ano. Permaneceu na função por mais de um ano, até renunciar ao cargo.

## Morte
Em setembro de 1947, Padre João fez mais uma de suas visitas pelos sertões e povoados da região. Também saiu da região central da cidade como uma forma de preparação para a celebração de sua aniversário de ordenação sacerdotal. Então, no dia 29 de Setembro, retornando para Tocantinópolis, caiu do animal que montava, fraturando a coluna e o pescoço. Outros relatos afirmam que o acidente provocou-lhe uma fratura na costela, que perfurou o pulmão, ocasionando-lhe uma hemorragia interna. Seu corpo fui trazido por seu filho adotivo Epaminondas, que o acompanhava. Segundo relatos do filho, suas últimas palavras teriam sido: “Meu Deus, perdoai meus pecados”. A população que o esperava para a grande festa de ordenação sacerdotal recebe seu cadáver na igreja matriz. Seu cortejo fúnebre percorreu toda a cidade de Tocantinópolis, até o antigo cemitério à beira do rio Tocantins. Seus restos mortais, atualmente, repousam na cripta da Catedral Nossa Senhora da Consolação, igreja que ele construiu.

## Documentário
Um documentário sobre a vida de Padre João foi lançado em 2013, pelo diretor brasileiro Hélio Brito.